# Supercoppa di Grecia (pallacanestro)
La Supercoppa di Grecia di pallacanestro, (o Super Cup Basket League), è la competizione in cui si affrontano in gara i campioni di Grecia (cioè i vincitori della Basket League) e le tre squadre meglio classificate.

## Albo d'oro
| Anno | Città                | Vincitore      | Finalista     | Miglior Marcatore finali | MVP                    | Fonti                              |
| ---- | -------------------- | -------------- | ------------- | ------------------------ | ---------------------- | ---------------------------------- |
| 1986 | Amarousio, Salonicco | Aris Salonicco | Panathīnaïkos | Nikos Galīs              | Nessuna                | [ 1 ] [ 2 ]                        |
| 2020 | Peristeri            | Promitheas     | Peristeri     | Ian Miller               | Danny Agbelese         | [ 3 ] [ 4 ]                        |
| 2021 | Patrasso             | Panathīnaïkos  | Promitheas    | Okaro White              | Giōrgos Papagiannīs    | [ 5 ] [ 6 ] [ 7 ] [ 8 ] [ 9 ]      |
| 2022 | Rodi                 | Olympiakos     | Panathīnaïkos | T.J. Starks              | Moustapha Fall         | [ 10 ] [ 11 ] [ 12 ] [ 13 ] [ 14 ] |
| 2023 | Rodi                 | Olympiakos     | Panathīnaïkos | Giannoulīs Larentzakīs   | Giannoulīs Larentzakīs | [ 15 ] [ 16 ]                      |
| 2024 | Rodi                 | Olympiakos     | Panathīnaïkos | Aleksandăr Vezenkov      | Aleksandăr Vezenkov    | [ 17 ]                             |

## Record
Il giocatore che detiene il numero maggiore di edizioni vinte è:
| Nome                   | Club                          | Vittorie | Anni             |
| ---------------------- | ----------------------------- | -------- | ---------------- |
| Michalīs Lountzīs      | Promitheas (1) Olympiakos (2) | 3        | 2020, 2022, 2023 |
| Moustapha Fall         | Olympiakos (3)                | 3        | 2022, 2023, 2024 |
| Giannoulīs Larentzakīs | Olympiakos (3)                | 3        | 2022, 2023, 2024 |
| / Shaquielle McKissic  | Olympiakos (3)                | 3        | 2022, 2023, 2024 |
| Kōstas Papanikolaou    | Olympiakos (3)                | 3        | 2022, 2023, 2024 |
| Alec Peters            | Olympiakos (3)                | 3        | 2022, 2023, 2024 |
| / Thomas Walkup        | Olympiakos (3)                | 3        | 2022, 2023, 2024 |

L'allenatore che detiene il numero maggiore di edizioni vinte è:
| Nome               | Club           | Vittorie | Anni             |
| ------------------ | -------------- | -------- | ---------------- |
| Giōrgos Mpartzōkas | Olympiakos (3) | 3        | 2022, 2023, 2024 |